# Perpetuum mobile
Perpetuum mobile (lat.: neprestano pokretljivo) je naziv za stroj koji bi, stavljen jednom u gibanje i ne trošeći energiju, nastavio kretanje beskonačno i pritom još obavljao koristan mehanički rad. U prošlosti je bilo mnogo pokušaja da se izradi takav stroj. Premda su već u 18. stoljeću mnoge znanstvene ustanove (na primjer Francuska akademija) proglasile taj problem nerješivim, pokušaji da se ostvari perpetuum mobile nisu prestali. Izradba stroja koji bi ni iz čega obavljao rad protivi se jednomu od osnovnih iskustvenih zakona prirode, koji je izražen u 1. stavku termodinamike; prema tom stavku energija je neuništiva, nemoguće ju je ni iz čega stvoriti, nego je moguće jedino pretvarati jedan oblik energije u drugi, kao na primjer toplinu u mehanički rad i obratno. Međutim, prema 2. stavku termodinamike moguće je dobiti mehanički rad iz topline samo ako postoje dva spremnika topline različite temperature. Hlađenjem toplijeg i zagrijavanjem hladnijega može se dobiti samo dio energije u obliku mehaničkog rada. Količina iskoristive energije ovisi o temperaturnoj razlici spremnikâ. To znači da je nemoguć i stroj koji bez temperaturne razlike pretvara toplinsku energiju u mehaničku. Takav stroj, koji nije u suprotnosti s 1. stavkom termodinamike, ali je u suprotnosti s 2. stavkom, nazvan je perpetuum mobile druge vrste.

## Zakon očuvanja energije
Zakon očuvanja energije je fizikalni zakon prema kojemu je u zatvorenom sustavu zbroj svih oblika energije (mehaničke, toplinske, električne, magneske i tako dalje) konstantan. Drugim riječima, u zatvorenom sustavu jedan oblik energije može prelaziti u druge oblike, a da se pri tom energija niti stvara niti poništava. 
Poznato je iz života da sila vjetra i vode nije jedini izvor mehaničke energije. Energija je također nagomilana u gorivu, ugljenu, benzinu i ulju koji izgaranjem pretvaraju takozvanu kemijsku energiju u toplinsku, a pomoću topline, na primjer parni stroj, vrši mehanički rad. Dakle, u parnom stroju se toplinska energija pretvara u mehanički rad. U prirodi imamo mnogo primjera gdje se toplinska energija pretvara u rad. Na primjer toplinska energija Sunca (Sunčeva svjetlost) zagrijava vodu mora i jezera koja se isparuje, pa se u obliku vodene pare diže uvis. U visinama se vodena para ohlađuje (kondenzacija), pretvara u vodu i pada kao kiša na Zemlju. Na taj se način stvaraju planinska jezera. Zbog svojeg višeg položaja ta jezera imaju potencijalnu energiju koju možemo strujanjem vode kroz cijevi, odnosno strujanjem rijeka, pretvoriti u kinetičku energiju, što koristimo kod hidroelektrana. Energija vodenih slapova ima, dakle, svoj izvor u Sunčevoj energiji. Isto tako kao što toplinsku energiju možemo pretvoriti u rad, možemo i rad pretvoriti u toplinu. Pri turpijanju, blanjanju i piljenju vršimo rad, ali se ujedno i alati zagrijavaju. Znači da se rad pri tom djelomično pretvara u toplinu. Otvaranjem brane voda struji i dobiva brzinu i, prema tome, kinetičku energiju koja tjera vodnu turbinu hidroelektrane. Turbina služi za pogon generatora koji proizvodi električnu energiju. Ovu električnu energiju možemo dalje pretvoriti u mehanički rad pomuću strojeva u radionicama ili je upotrijebiti za električnu rasvjetu, to jest pretvoriti je u svjetlosnu energiju.
Prema teoriji relativnosti, svakoj masi m pripada energija:
{\displaystyle E=m\cdot c^{2}}
gdje je c brzina svjetlosti. Zbog toga u opći zakon očuvanja energije treba uključiti i masu kao oblik energije. Zakon očuvanja energije do sada je potvrđen u svim ispitanim prirodnim pojavama, iako je postavljen aksiomatski.

## Vanjske poveznice
|  | Zajednički poslužitelj ima još gradiva o temi Perpetuum mobile |